# Igor Nikitin
Pour les personnes ayant le même patronyme, voir Nikitin.
Igor Ivanovich Nikitin (russe : Игорь Иванович Никитин), né le 29 février 1952 à Komsomolsk-sur-l'Amour, est un haltérophile russe représentant l'Union soviétique dans les années 1970 et 1980.
Médaillé d'argent aux Championnats d'Europe d'haltérophilie 1980, Igor Nikitin est médaillé d'argent olympique et mondial en 1980 dans la catégorie des moins de 100 kg.